# NEDO
NEDO je mednarodni raziskovalni projekt, ki predstavlja sodelovanje med japonsko agencijo NEDO ter podjetjem Hitachi in slovensko družbo ELES. Namen projekta, ki bo trajal med leti 2016-2019, je vzpostavitev pametnega omrežja v Sloveniji.

## Zgodovina
Pismo o nameri projekta NEDO je bilo podpisano že leta 2014.
Konec novembra 2016 sta podjetji Hitachi in ELES podpisali sporazum o vzpostavitvi pametnega omrežja v Sloveniji, s končnim ciljem prihodnje širitve v druge regije Evrope. Agencija NEDO projekt financira v višini 19,5 milijonov evrov, medtem ko ELES zagotavlja dodatnih 15,5 milijona evrov.
V projektu sodelujejo tudi Fakulteta za elektrotehniko v Ljubljani, ki je izdelala študijo izvedljivosti, japonska finančna skupina Mizuho, slovenska elektrodistribucijska podjetja (Elektro Celje, Elektro Gorenjska, Elektro Ljubljana, Elektro Maribor, Elektro Primorska) in drugi dobavitelji.
Glede na načrt implementacije tehnologije bodo sprva pametna električna omrežja vzpostavili preko Elektra Celje in Elektra Maribor, nato pa bodo v drugi fazi izvajali vzpostavitev pametne skupnosti (glede učinkovite rabe energije v mestu). Ta faza bo izvedena v Idriji in Ljubljani.
Decembra 2017 so v okviru projekta postavili regulacijski transformator v Turiški vasi pri Slovenj Gradcu, produkt slovenskega podjetja Kolektor.